# Synagoge Burg

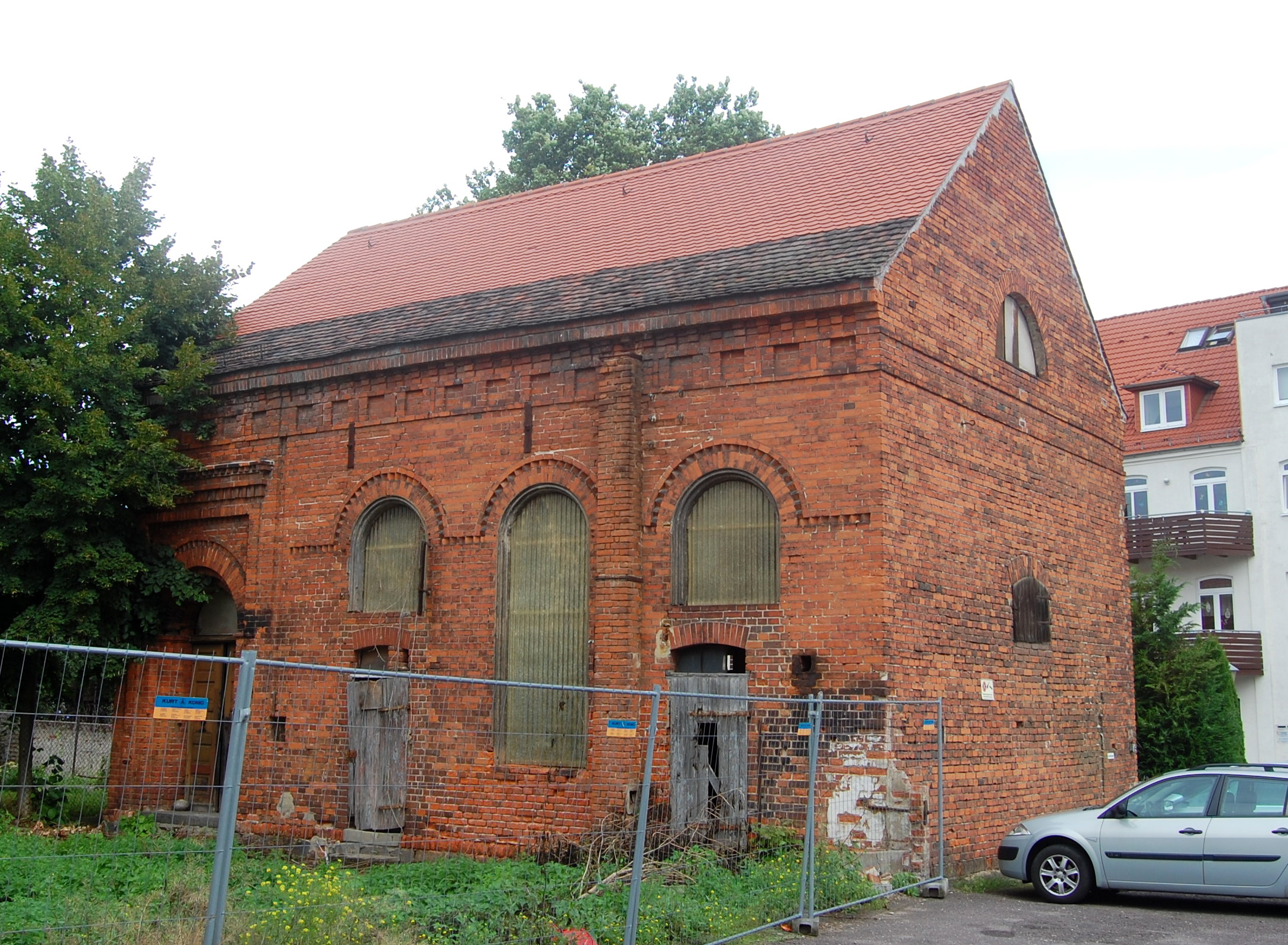
Synagoge Burg, Südseite

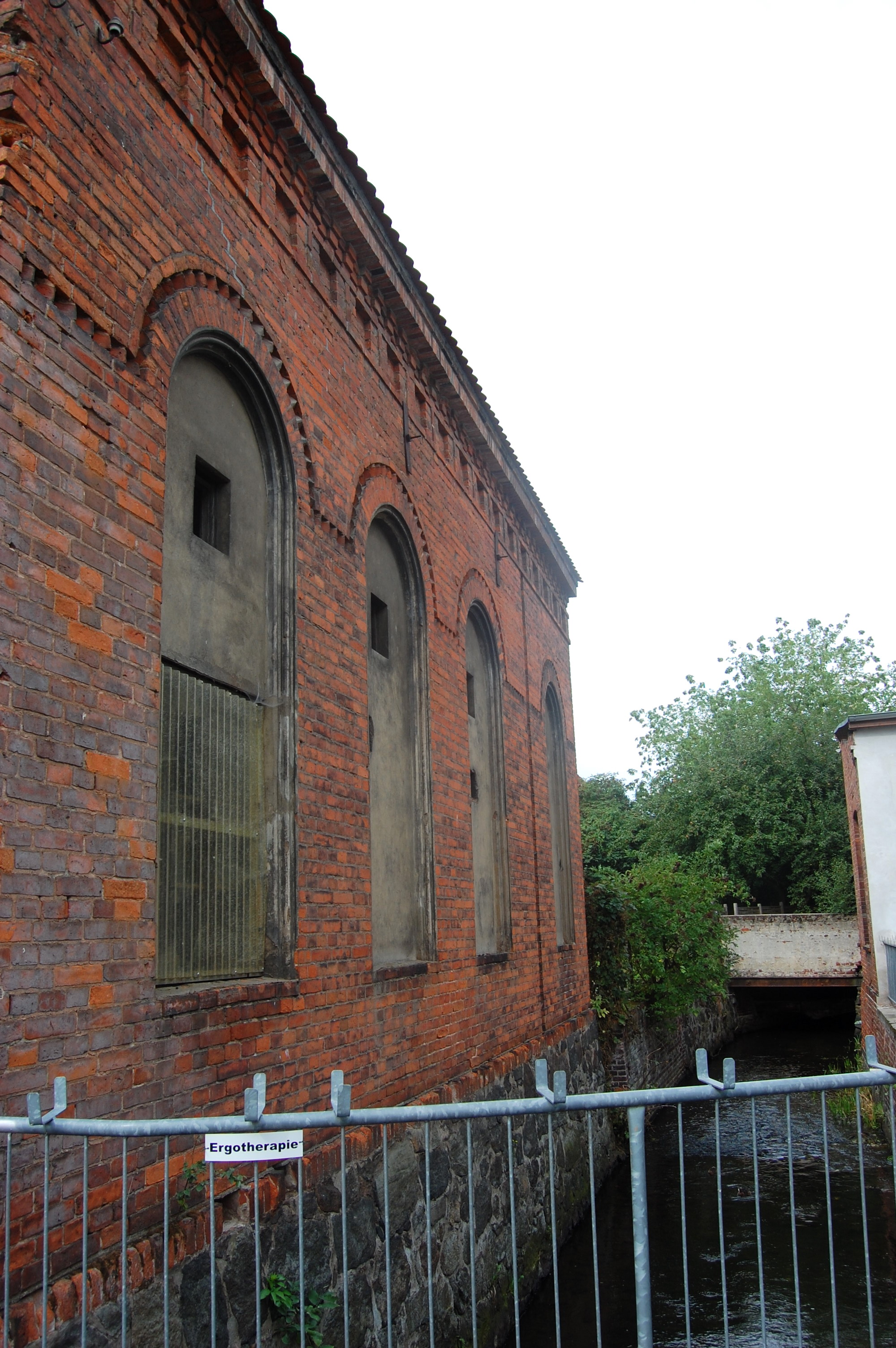
Ihle unmittelbar an der Synagoge

Die Synagoge Burg war eine Synagoge in der Stadt Burg (bei Magdeburg) im heutigen Sachsen-Anhalt. Das Gebäude ist erhalten und steht unter Denkmalschutz.
Das in der Bruchstraße 9 stehende Gebäude befindet sich unmittelbar am südlichen Ufer der Ihle.

## Geschichte
Das Synagogengebäude wurde von einem nicht überlieferten Baumeister 1851 errichtet. Es befand sich auf dem Hof des Grundstücks. Zur Straße hin stand ein zweigeschossiges, aus dem 18. Jahrhundert stammendes Fachwerkhaus, welches jedoch nicht erhalten ist. Dieses Vorderhaus diente der jüdischen Gemeinde als Wohn- und Schulhaus.
Bereits 1893 wurde die Nutzung als Synagoge aufgegeben. Die Synagoge diente dann als Lager und Werkstatt. Der baufällig gewordene Bau erhielt 1997/98 ein neues Dach, um den Erhalt des Hauses zu sichern.

## Architektur
Die Synagoge wurde aus roten Ziegeln als Saalbau errichtet und nach Osten ausgerichtet. Bedacht ist das Gebäude mit einem Satteldach. In den Wänden der Längsseiten enthalten große Rundbogenfenster, mit darüber befindlichen Archivolten. Das Gesims ist mit Kassettendekor und Zahnschnitt verziert. An der Ostseite des Gebäudes befindet sich im Giebel ein Lünettenfenster. Es betont diese Seite als ehemaligen Standort des Thoraschreins. Die hölzernen Maßwerke der Fenster sind zierlich im Stil der Neogotik gestaltet. Die Gestaltung der Synagoge lehnt sich an die von Karl Friedrich Schinkel entworfene Normalkirche an. Insbesondere die neogotischen Verzierungen erinnern an die christliche Kirchenarchitektur dieser Zeit. Es wird das auf Integration abzielende Selbstverständnis der jüdischen Gemeinde in der Mitte des 19. Jahrhunderts deutlich. 
Im Inneren des Hauses befindet sich ein sehr hohes Tonnengewölbe. Das Gewölbe ist mit Malereien verziert. Auf einem blauen gestirntem Hintergrund befindet sich eine bildliche Darstellung eines roten Feuerglühens mit grauweißen Wolken. Es wird so die mit der Erscheinung Gottes im Alten Testament geschilderte Rauch und Feuersäule dargestellt.
Auf der Nord- und Westseite befindet sich in der Form eines L die Frauenempore. Das ursprüngliche liturgische Inventar ist nicht erhalten.